# Necremnus croton
Necremnus croton är en stekelart som först beskrevs av Walker 1839.  Necremnus croton ingår i släktet Necremnus och familjen finglanssteklar. Arten är reproducerande i Sverige. Inga underarter finns listade i Catalogue of Life.